# Tiago Araújo
Tiago Filipe Alves Araújo, noto semplicemente come Tiago Araújo (Póvoa de Varzim, 27 marzo 2001), è un calciatore portoghese, difensore del Gent.

## Caratteristiche tecniche
È un esterno sinistro che si può adattare anche come terzino.

## Carriera

### Club
Cresciuto nel settore giovanile del Benfica, viene impiegato principalmente nella squadra B con la quale fa il suo debutto il 13 settembre 2020 contro la Vilafranquense fornendo anche un assist (3-2). Nella gara successiva realizza anche la sua prima rete, andando a segno nella vittoria per 6-0 contro il Casa Pia. Debutta in prima squadra il 21 novembre 2020 in occasione del match di Taça de Portugal vinto 1-0 contro il Paredes. Nonostante la frattura del metatarso sul finale di stagione, conclude l'annata con 24 presenze totali impreziosite da due reti e cinque assist.
Il 17 agosto 2021 viene ufficializzato il suo trasferimento in prestito annuale all'Arouca, militante in Primeira Liga. Debutta con i portoghesi tre giorni più tardi nella vittoria casalinga contro il Famalicão (2-1). Conclude la sua stagione con 16 presenze totali senza mettere a referto né reti né assist. 
Il 1º luglio 2022 viene ufficializzato il suo trasferimento all'Estoril Praia. Debutta con la nuova squadra, nella prima di campionato contro il Familicao (2-0). Mette a segno la sua prima rete nella vittoria casalinga del 9 febbraio 2023 contro il Boavista (2-1).

### Nazionale
Ha rappresentato tutte le Nazionali giovanili dall'Under-16 all'Under-21.

## Statistiche

### Presenze e reti nei club
Statistiche aggiornate al 18 maggio 2024.
| Stagione             | Squadra              | Campionato           | Campionato | Campionato | Coppe nazionali | Coppe nazionali | Coppe nazionali | Coppe continentali | Coppe continentali | Coppe continentali | Altre coppe | Altre coppe | Altre coppe | Totale | Totale |
| Stagione             | Squadra              | Comp                 | Pres       | Reti       | Comp            | Pres            | Reti            | Comp               | Pres               | Reti               | Comp        | Pres        | Reti        | Pres   | Reti   |
| -------------------- | -------------------- | -------------------- | ---------- | ---------- | --------------- | --------------- | --------------- | ------------------ | ------------------ | ------------------ | ----------- | ----------- | ----------- | ------ | ------ |
| 2020-2021            | Benfica B            | LdH                  | 23         | 2          | -               | -               | -               | -                  | -                  | -                  | -           | -           | -           | 23     | 2      |
| 2021-2022            | Benfica B            | LdH                  | 2          | 0          | -               | -               | -               | -                  | -                  | -                  | -           | -           | -           | 2      | 0      |
| Totale Benfica B     | Totale Benfica B     | Totale Benfica B     | 25         | 2          |                 | -               | -               |                    | -                  | -                  |             | -           | -           | 25     | 2      |
| 2020-2021            | Benfica              | PL                   | 0          | 0          | CP+CdL          | 1+0             | 0               | UEL                | 0                  | 0                  | -           | -           | -           | 1      | 0      |
| 2021-2022            | Arouca               | PL                   | 15         | 0          | CP+CdL          | 1+0             | 0               | -                  | -                  | -                  | -           | -           | -           | 16     | 0      |
| 2022-2023            | Estoril Praia        | PL                   | 25         | 1          | CP+CdL          | 2+3             | 0               | -                  | -                  | -                  | -           | -           | -           | 30     | 1      |
| 2023-2024            | Estoril Praia        | PL                   | 29         | 2          | CP+CdL          | 3+6             | 0+1             | -                  | -                  | -                  | -           | -           | -           | 38     | 3      |
| Totale Estoril Praia | Totale Estoril Praia | Totale Estoril Praia | 54         | 3          |                 | 14              | 1               |                    | -                  | -                  |             | -           | -           | 68     | 4      |
| Totale carriera      | Totale carriera      | Totale carriera      | 94         | 5          |                 | 16              | 1               |                    | 0                  | 0                  |             | -           | -           | 110    | 6      |